# Église Saint-Denys de Vaucresson
L'église paroissiale Saint-Denys de Vaucresson est une église de la commune française de Vaucresson, dévolue au culte catholique. Elle est dédiée à saint Denis.

## Histoire

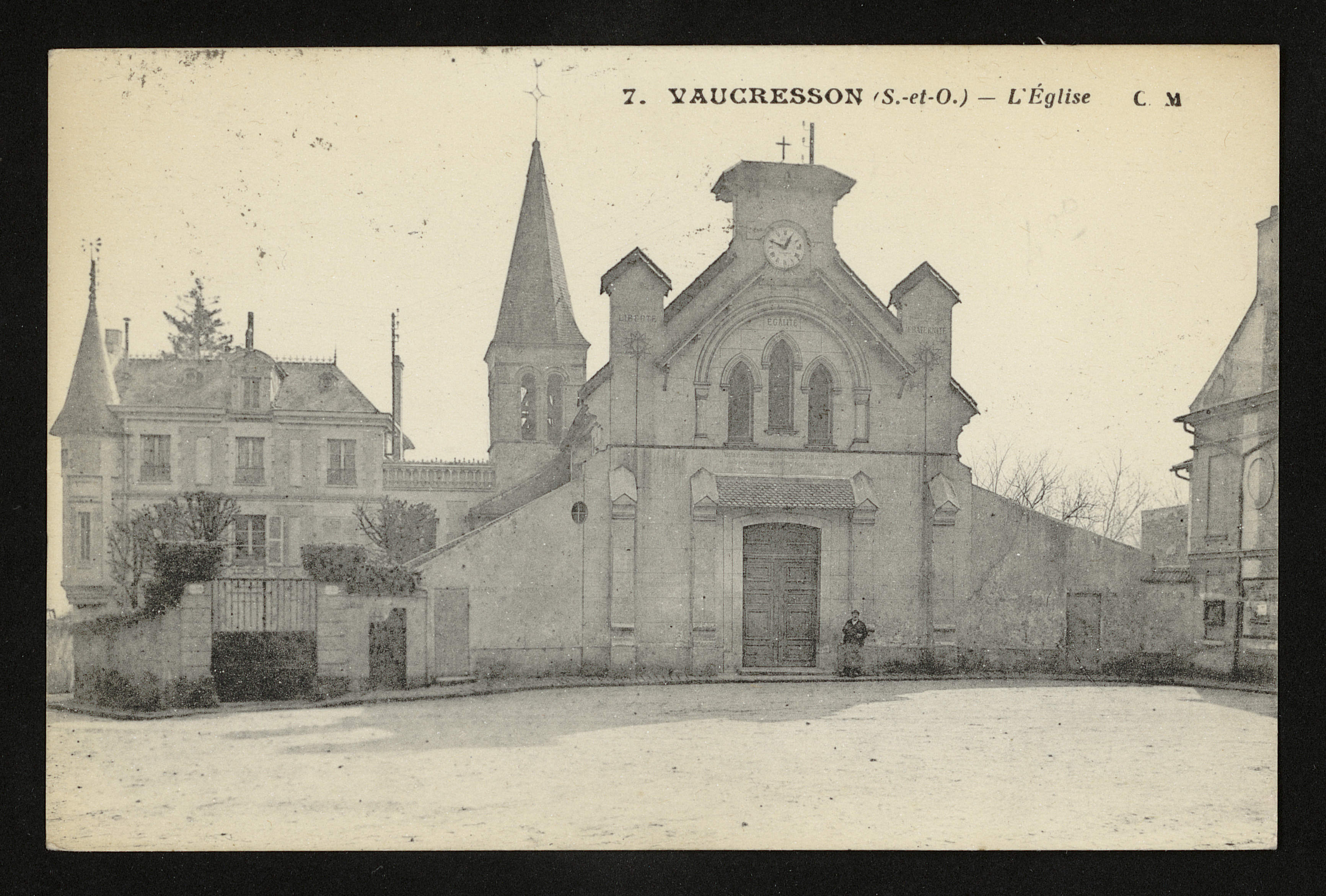
Ancienne église de Vaucresson.

Elle est tout d'abord construite de 1145 à 1154 par l'abbé Suger de Saint-Denis. Quelques reliques de saint Denis y furent translatées. Son clocher est restauré en 1460 sur ordre de Nicolas Dugué, premier seigneur de Vaucresson, puis elle est rebâtie en 1694 par l'architecte Libéral Bruand et le maçon Geoffroy Maillard. Elle est ensuite partiellement démolie puis reconstruite en 1770, et encore en 1964. Le clocher est toutefois d'origine, ainsi que des fonts baptismaux faits en marbre rouge retrouvés récemment. En 2004, de nouveaux travaux lui adjoignent un oratoire.
La nomination du curé était initialement accordée à l'abbaye de Saint-Denis, puis par la suite aux Dames de Saint-Cyr.

## Mobilier
Les vitraux sont l'œuvre du maître-verrier Jacques Loire, sa première réalisation.